# Cuba-Calatafimi
Cuba-Calatafimi è il quinto quartiere di Palermo.
Il quartiere è compreso nella IV Circoscrizione. Quartiere e UPL coincidono.

## Confini
Il quartiere, situato tra l'area centrale della città e la sua periferia meridionale, confina:
- a nord con i quartieri Zisa e Altarello;
- ad ovest con il quartiere Mezzomonreale-Villatasca;
- a sud con il quartiere Montegrappa-Santa Rosalia;
- ad est con il quartiere Palazzo Reale-Monte di Pietà.

## Storia
Durante la dominazione punica l'area del quartiere era posta oltre le mura della neopolis e venne usata per istituire una necropoli. 
Nel corso della dominazione araba, la forte crescita demografica cittadina spinse gli abitanti ad occupare tale spazio, che divenne una ricca zona agricola. 
Con l'arrivo dei sovrani Normanni la zona divenne uno dei Geonardi di Palermo, residenze di caccia e pesca poste all'esterno delle mura cittadine e descritti come veri e propri paradisi terrestri. Nel periodo in questione, intorno al 1180, vennero edificati due edifici che diedero successivamente il nome al quartiere: la Cuba Sottana e la Cuba Soprana (detta anche Torre Alfaina). Quasi contemporanea è la costruzione di alcuni conventi e di alcune chiese che in breve tempo riempirono il futuro quartiere.

## Monumenti e luoghi d'interesse

### Architetture religiose
- Chiesa di Santa Maria della Speranza (XIII secolo)
- Chiesa della Madonna dei Rimedi (XIII secolo)
- Chiesa di Santa Maria della Pace (XVI secolo)
- Convento dei Cappuccini (XVI secolo)

### Architetture civili
- Cuba sottana (1180)
- Villa Di Napoli (o Cuba soprana) (1180)
- Palazzo della Cuba (o Castello della Cuba) (1180)

### Siti archeologici
- Necropoli Punica di Palermo (VII-III secolo a.C.)